# Гамбург-Горн
Горн (нім. Horn) — частина району Гамбург-Центр вільного та ганзейського міста Гамбург. Горн розташований у східній частині міста Гамбург. У 2006 році, за даними статистичного управління Гамбурга і Шлезвіг-Гольштейна, загальна площа Горну становила 5,9 км². На півночі знаходиться Марієнталь, що є частиною району Вандсбек, а на сході розташований Більштедт. На заході знаходяться Гамм-Норд, Гамм-Мітте і Гамм-Зюд; на півдні — Більброк.